# First Choice Airways
First Choice Airways (ursprünglich Air 2000) war eine britische Charterfluggesellschaft mit Sitz in Manchester und ein Tochterunternehmen des Reiseveranstalters TUI Travel. Sie wurde 2008 mit Thomsonfly zur heutigen TUI Airways zusammengeschlossen.

## Geschichte

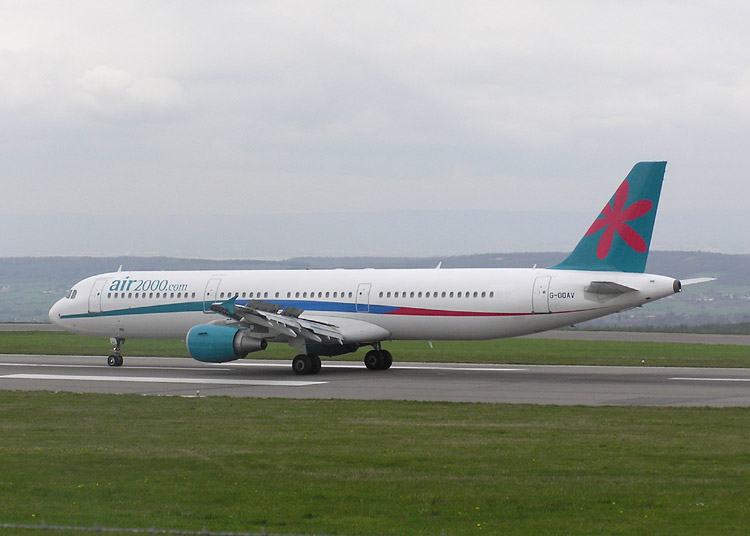
Ein Airbus A321-200 der Air2000

Die Fluggesellschaft wurde im ersten Quartal von 1987 gegründet und nahm ihren Betrieb unter dem Namen Air2000 mit zwei Boeing 757 am 1. April 1987 auf. Ein Jahr darauf wurde die Flotte verdoppelt und ein Flugzeug in Glasgow stationiert und eine Tochtergesellschaft mit dem Namen Air 2000 Airline Ltd. in Kanada gegründet. Diese bestand aber nur einige Tage, da ihr von der kanadischen Regierung die Lizenz entzogen wurde. Aber man wagte trotzdem mit der Canada 3000 einen neuen Versuch, der prompt erfolgreicher war. Mit ihr übernahm man erstmals auch Flugzeuge von Airbus. Canada 3000 war die erste Fluggesellschaft, die die A330 betrieben hat.
1988 nahm man erstmals Langstreckenflüge nach Mombasa in Kenia auf, nach einer Umrüstung der Boeing 757 wurden ab 1989 auch Ziele in den Vereinigten Staaten in den Flugplan einbezogen. Erste Linienflüge wurden ab 1992 zwischen London-Gatwick und Paphos auf Zypern geflogen, nachdem man dafür im selben Jahr die offizielle Lizenz bekommen hatte. 1996 führte man erstmals Flüge ab Dublin durch, im Juni 1998 wurde Air UK Leisure integriert; die von dieser Fluggesellschaft bestellten vier Airbus A330-200 wurden jedoch wieder abbestellt, stattdessen flottete man weiter Boeing 767-300 ein. Im März 2000 wurde die Gesellschaft von air 2000 in First Choice Airways umbenannt.
Bereits im Februar 2005 bestellte die Gesellschaft als Erstkunde zunächst sechs Boeing 787-8 mit GEnx-Triebwerken von General Electric.
Ein kurioser Vorfall ereignete sich am 23. November 2006. Nach einem Zwischenstopp einer Boeing 757 am Flughafen von Dakar durfte die Maschine nicht wieder abheben, weil die Flughafengebühren nicht beglichen waren. Die Forderung belief sich auf zwei Millionen CFA-Francs (ca. 3.000 Euro). Zunächst versuchte der Kapitän John Lawrence, den Betrag mit seiner Kreditkarte zu entrichten, auch der Erste Offizier musste aushelfen. Doch die eingelösten Traveller-Schecks reichten nicht, da es dunkel wurde und die Pistenbeleuchtung extra kostete. Um nicht auf Spenden der Passagiere angewiesen sein zu müssen, griff der Kapitän schließlich auf die Getränkekasse der Airline zurück, um die Rechnung begleichen zu können.
Im September 2007 schlossen sich die damalige Muttergesellschaft First Choice Holidays und der Reise-Geschäftsbereich der TUI zur TUI Travel PLC zusammen. Die beiden Fluggesellschaften Thomsonfly und First Choice Airways betrieben seit dem 1. Mai 2008 eine gemeinsame Flotte, die seit 1. Mai 2009 unter der Marke Thomson Airways auftritt. Bereits zum 1. November wurde der eigene Flugbetrieb an Thomson Airways übergeben.

## Flugziele
First Choice Airways führte Flüge in touristisch interessante Gebiete durch: Kontinental waren das etwa Salzburg oder Innsbruck in Österreich, Dubrovnik in Kroatien oder Funchal auf Madeira (Portugal). Interkontinental wurden etwa São Salvador in Brasilien, Orlando in USA, Cancún in Mexiko oder Porlamar in Venezuela angeflogen.

## Flotte
Mit Stand April 2008 bestand die Flotte der First Choice Airways aus 24 Flugzeugen mit einem Durchschnittsalter von 10,2 Jahren:
- 04 Airbus A320-200
- 03 Airbus A321-200
- 11 Boeing 757-200
- 06 Boeing 767-300ER

Bestellungen
- 12 Boeing 787-8 (Auslieferung geplant ab 2009)

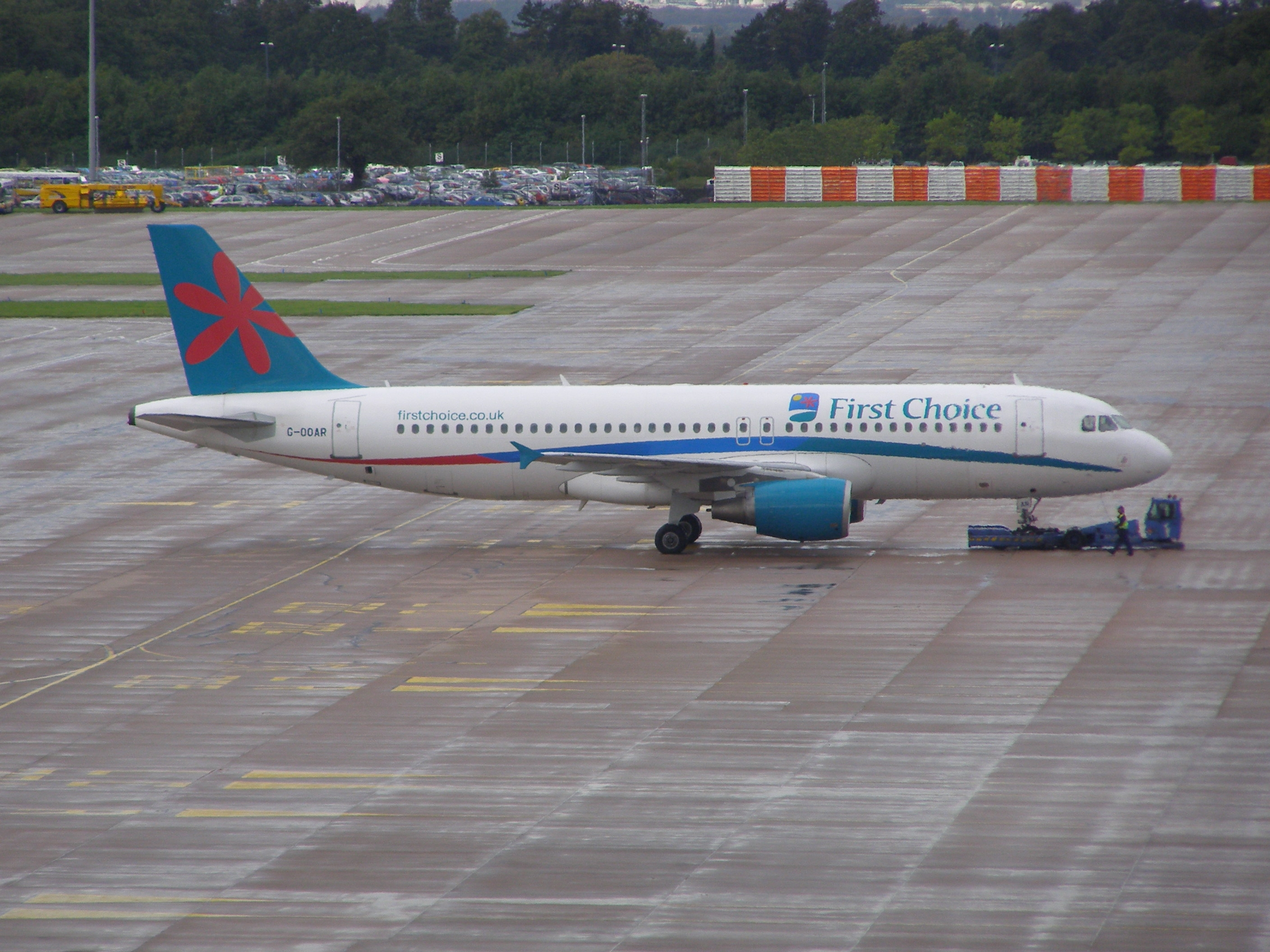
Airbus A320-200
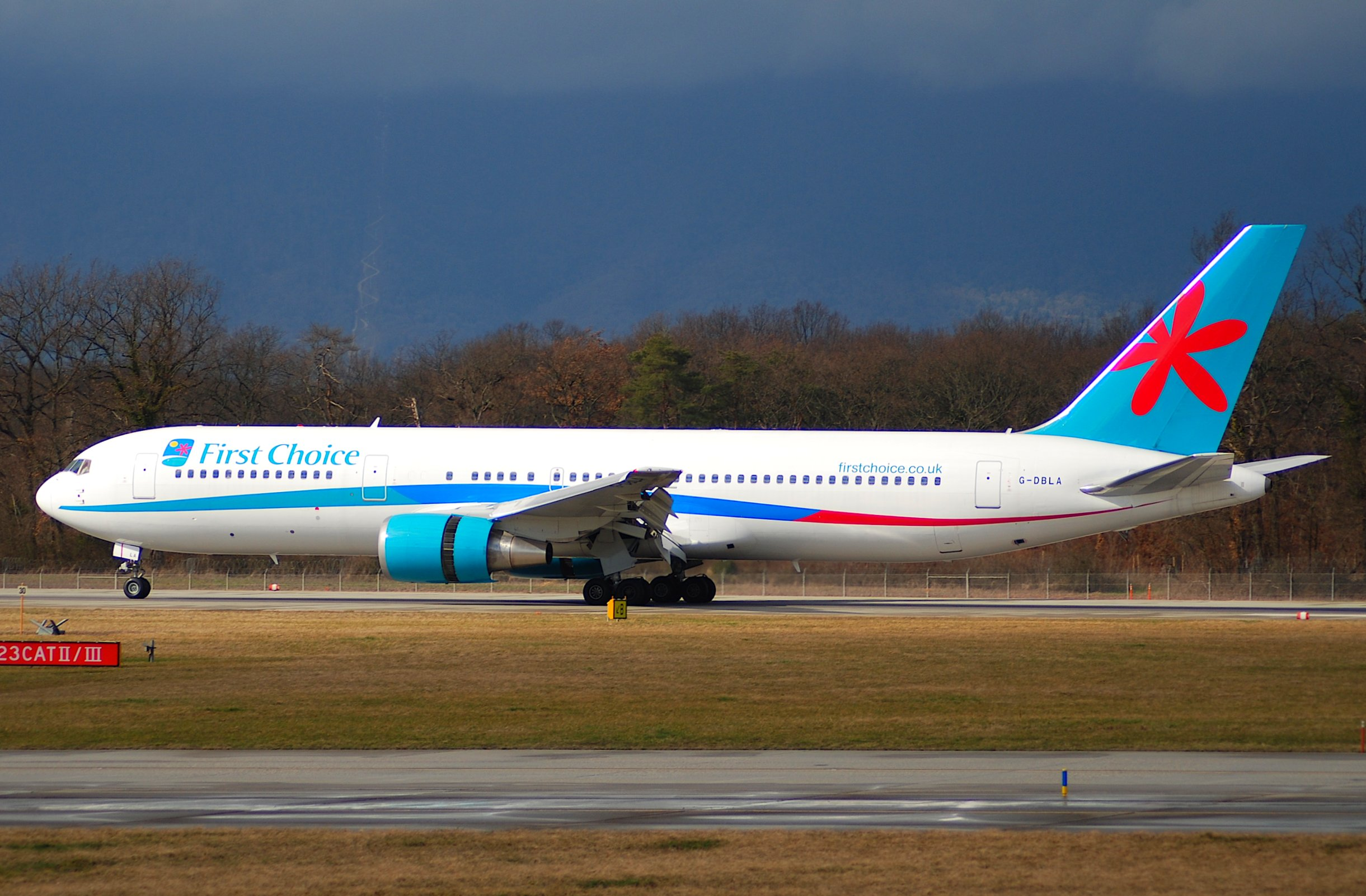
Boeing 767-300ER